# Małgorzata Lesiewicz-Przybył
Małgorzata Lesiewicz-Przybył (ur. w Szczecinie) – polska śpiewaczka operowa (sopran).
Absolwentka Akademii Muzycznej we Wrocławiu (1984 - klasa fortepianu Jana Jasińskiego oraz 1988 - klasa śpiewu Bożeny Karłowskiej).  Laureatka międzynarodowych konkursów wokalnych. Solistka Opery w Szczecinie (1990–1991), Opery Wrocławskiej (1991–1992), Opery Krakowskiej (1992-2009). Śpiewała również m.in. w Teatrze Wielkim w Warszawie i Operze Nova w Bydgoszczy.

## Wybrane partie operowe
- Donna Elvira (Don Giovanni, Mozart)
- Fenena (Nabucco, Verdi)
- Hanna (Straszny dwór, Monuszko)
- Małgorzata (Faust, Gounod)
- Mimi (Cyganeria, Puccini)
- Pamina (Czarodziejski flet, Mozart)
- Violetta (Traviata, Verdi)

## Nagrody
- 1989: Międzynarodowy Konkurs Wokalny im. Marii Callas w Atenach - III nagroda
- 1990: Międzynarodowy Konkurs Muzyczny im. Marii Canals w Barcelonie - III nagroda[1]